# ویلر تکستون
ویلر تکستون (به انگلیسی: Wheeler M. Thackston, Jr.) زادهٔ ۱۳۲۳ هجری خورشیدی (۱۹۴۴ میلادی) شرق‌شناس برجسته و مترجم منابع ادبی و تاریخی متعدد از زبان عربی و فارسی است.
او فارغ‌التحصیل دانشکدهٔ شرق‌شناسی دانشگاه پرینستون است و عضو باشگاه شرق‌شناسی آن دانشگاه و هم‌چنین دارای دکترای مطالعات خاور نزدیک دانشگاه هاروارد است.
بیشترین آثار او دربارهٔ زبان فارسی و دستور زبان عربی قرآنی است. او هم‌چنین دستور زبان کردی سورانی را نیز تألیف نموده است.